# Gamma Draconis

Harta cerească a constelației Dragonul

Gamma Draconis (γ Dra, γ Draconis) este steaua cea mai strălucitoare din constelația Dragonul, depășind Beta Draconis, cu o jumătate de magnitudine. Ea este denumită și prin numele sale tradiționale: Eltamin sau Eltanin sau Etamin (în arabă التنين).
Numele propriu Eltanin a fost oficializat de către Uniunea Astronomică Internațională în data de 21 august 2016.

## Proprietăți
Eltanin este o stea gigantă portocalie, de magnitudine 2,2 și de tip spectral K5. Ea este situată la 148 de ani-lumină. De fapt, numele Rastaban (variantă: Rasaben), nume dat uneori acestei stele este împrumutat din arabă și semnifică „șarpe” sau „dragon”. Din cauza proximității sale de Zenitul Londrei, steaua este denumită de către englezi și Zenith Star (în română: „Steaua Zenit”). În astronomia chineză, ea face parte din asterismul Tianpei, care reprezintă un îmblăciu sau o țepușă de vânătoare.
În 1725, în timpul unei tentative infructuoase de a măsura paralaxa acestei stele, James Bradley a descoperit aberația luminii, rezultană a mișcării Pământului în jurul Soarelui.